# Tournoi de Wimbledon 1891

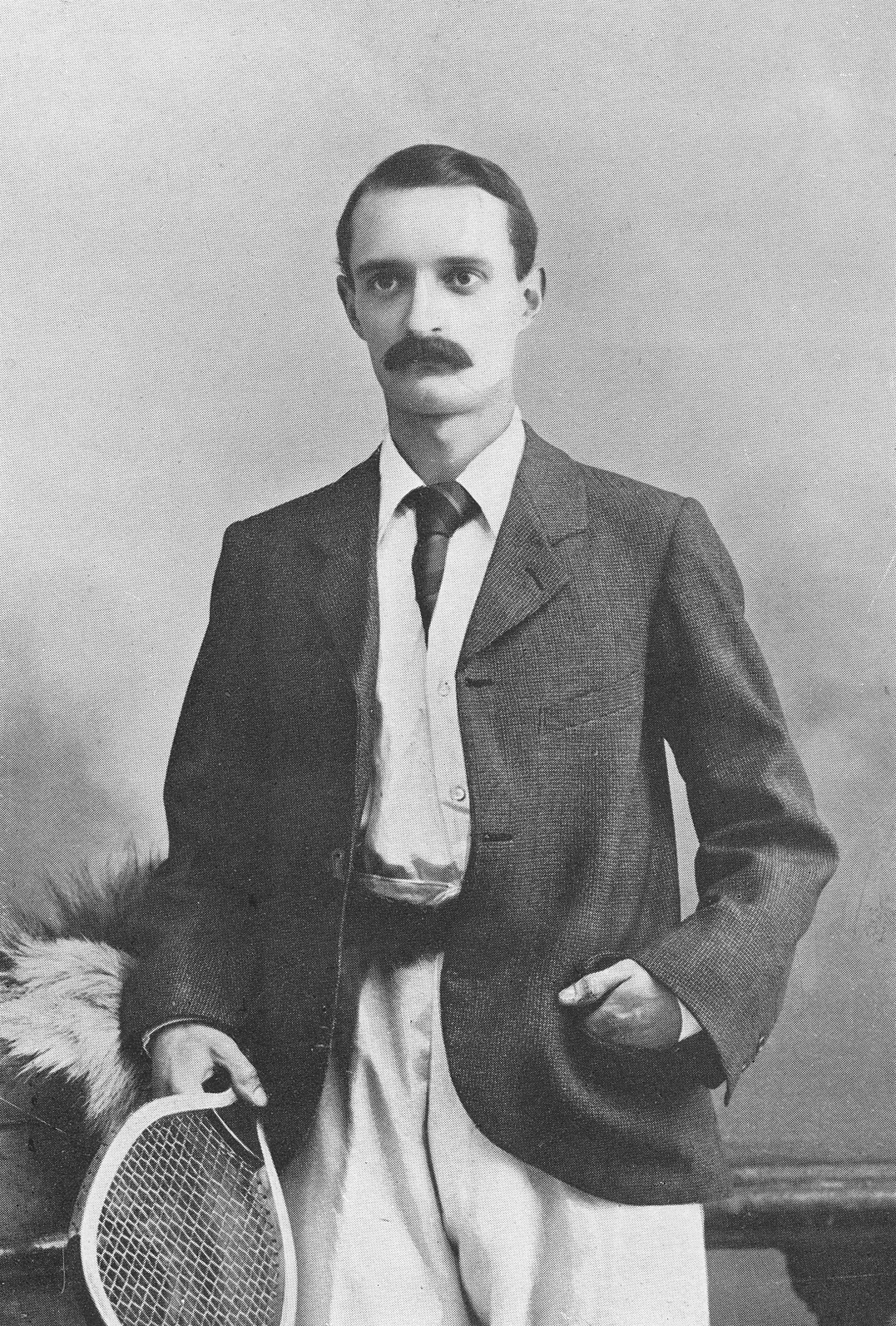
Wilfred Baddeley, vainqueur du tournoi de Wimbledon 1891

Résultats du Tournoi de Wimbledon 1891.

## Simple messieurs
Finale : Wilfred Baddeley  Royaume-Uni bat Joshua Pim  Royaume-Uni 6-4, 1-6, 7-5, 6-0

## Simple dames
Finale : Lottie Dod  Royaume-Uni bat Blanche Bingley  Royaume-Uni 6-2, 6-1